# Thomas Fiennes, 8. Baron Dacre
Thomas Fiennes, 8. Baron Dacre (* um 1472 oder 1474; † 9. September 1533) war ein englischer Peer und Politiker.

## Herkunft und Familie
Thomas Fiennes war der älteste Sohn von Sir John Fiennes und dessen Frau Alice FitzHugh, der ältesten Tochter von Henry FitzHugh, 5. Baron FitzHugh und von Alice Neville. Da sein Vater bereits gestorben war, erbte er nach dem Tod seiner Großmutter Joan Dacre, de iure 7. Baroness Dacre 1485 deren Besitzungen und den Titel Baron Dacre.

## Politische Laufbahn
Obwohl Thomas Fiennes beim Tode seiner Großmutter erst 12 Jahre alt war, wurde seine Volljährigkeit nicht überprüft. So kam es, dass ihm schon am 13. Juli 1492 die ererbten Ländereien übertragen wurden, ohne die Voraussetzungen dafür, nämlich die Volljährigkeit, zu untersuchen. Ab 1492 studierte er am
Gray’s Inn in London. Anlässlich der Erhebung des jüngeren Königssohns Heinrich 1494 zum Duke of York wurde Fiennes zum Knight of the Bath geschlagen. Bereits 1493 war ihm das Amt des Kommandanten von Calais übertragen worden. Am 14. Juni 1497 nahm er an der Schlacht von Deptford Bridge teil, in der eine Rebellenarmee aus Cornwall geschlagen wurde. Am 14. Oktober 1495 wurde Fiennes erstmals durch writ of summons in das House of Lords berufen worden. Während er unter Heinrich VII. in der Gunst des Königs stand, änderte sich dies unter Heinrich VIII. Er wurde wegen angeblicher harbour felony in Haft genommen, kam aber wieder frei. Im Juli 1530 unterschrieb er mit den Brief des House of Lords an Papst Clemens VII., in dem das House of Lords den Papst um die Aufhebung der Ehe des Königs mit Katharina von Aragon bat.

## Ehe und Nachkommen
Fiennes hatte um 1492 Anne Bourchier († nach 1530), eine Tochter von Sir Humphrey Bourchier und dessen Frau Elizabeth Tilney geheiratet. Mit ihr hatte er mindestens zwei Kinder:
- Sir Thomas Fiennes (1495–1528) ⚭ Joan Sutton († 1539)
- Mary Fiennes († 1533) ⚭ Sir Henry Norris

Fiennes wurde in Herstmonceux in Sussex, in der Nähe seines Hauptsitzes Herstmonceux Castle begraben. Da sein Sohn Thomas Fiennes bereits vor ihm gestorben war, wurde dessen Sohn Thomas Fiennes sein Erbe.